# 国際標準化機構が定める国際標準における溶接規格の一覧
公開されている溶接規格の一覧を表す。

## 国際標準化機構が定める国際標準(ISO)
最新の内容を確認するためには、ISO catalogue search page を参照すること。
- ISO 2560 溶接材料 - 非合金細粒鋼の手動アーク溶接用被覆電極 - 分類
- ISO 3580 溶接材料 - 耐熱鋼用被覆アーク溶接棒 - 分類
- ISO 3581 溶接材料 - ステンレス鋼及び耐熱鋼の被覆アーク溶接用電極 - 分類
- ISO 3834 金属材料の融接の品質要求事項
- ISO 4063 溶接及び関連工程 - 工程の名称及び参照番号
- ISO 5817 溶接－鋼，ニッケル，チタン及びこれらの合金のアーク融接継手（ビーム溶接を除く）－不完全部の品質水準
- ISO 6520-1 溶接及び関連作業－金属材料の形状的不完全部の分類－第1部：融接
- ISO 6520-2 溶接及び関連作業－金属材料の形状的不完全部の分類－第2部：加圧溶接
- ISO 6947 溶接及び関連作業－溶接姿勢
- ISO 9606 溶接作業者の認定試験 - 融接
- ISO 9692 溶接及び関連工程 - 接合部処理
- ISO 9692-1 溶接及び関連作業－接合部処理のタイプ－第1部：鋼の被覆アーク溶接，ガスシールドアーク溶接及びガス溶接,TIG溶接及びビーム溶接
- ISO 9692-2 溶接及び関連作業－開先形状－第2部：鋼のサブマージアーク溶接
- ISO 9692-3 溶接及び関連作業－開先形状の種類－第3部：アルミニウム及びアルミニウム合金の金属イナートガス溶接並びにタングステンイナートガス溶接
- ISO 9692-4 溶接及び関連作業－推奨開先形状－第4部：クラッド鋼
- ISO 13847 石油及び天然ガス工業－パイプライン輸送方式－パイプラインの溶接
- ISO 13916 溶接－溶接時の予熱温度，パス間温度及び予熱保持温度の測定
- ISO 13918 溶接－スタッド溶接用スタッド及びセラミックスフェルール
- ISO 13919-1 溶接－電子ビーム及びレーザビーム溶接継手－不完全部の品質水準に関する指針－第1部：鋼, ニッケル, チタンおよびそれらの合金
- ISO 13919-2 電子ビーム及びレーザビーム溶接継手－欠陥の品質レベルに関する要求事項と推奨事項－第2部：アルミニウム、マグネシウムとその合金及び純銅
- ISO 13920 溶接－溶接構造物の一般的許容差－寸法及び角度－形状及び姿勢
- ISO 14112 Gas welding equipment — Small kits for gas brazing and welding
- ISO 14175 溶接材料 - 融接及び関連作業用ガス及び混合ガス
- ISO 14341 溶接材料－軟鋼及び細粒鋼用ガスシールドアーク溶接ソリッドワイヤ及び溶着金属－分類
- ISO 14554 溶接の品質要求事項 - 金属材料の抵抗溶接
- ISO 14744-1 溶接－電子ビーム溶接機の受入れ検査－第1部：原理及び合否条件
- ISO 14744-2 溶接－電子ビーム溶接機の受入れ検査－第2部：加速電圧特性の測定
- ISO 14744-3 溶接－電子ビーム溶接機の受入れ検査－第3部：ビーム電流特性の測定
- ISO 14744-4 溶接－電子ビーム溶接機の受入れ検査－第4部：溶接速度の測定
- ISO 14744-5 溶接－電子ビーム溶接機の受入れ検査－第5部：ランアウトの的確性の測定*ISO 14744-6 溶接－電子ビーム溶接機の受入れ検査－第6部：スポットポジションの安定性の測定
- ISO 15607 金属材料の溶接施工要領及びその承認－一般規則
- ISO/TR 15608 溶接 - 金属材料の材料区分の指針
- ISO 15609-1 金属材料の溶接施工要領及びその承認－溶接施工要領書－第1部：アーク溶接
- ISO 15609-2 金属材料の溶接施工要領及びその承認－溶接施工要領書－第2部：ガス溶接*ISO 15609-3 金属材料の溶接施工要領及びその承認－溶接施工要領書－第3部：電子ビーム溶接
- ISO 15609-4 金属材料の溶接施工要領及びその承認－溶接施工要領書－第4部：レーザビーム溶接
- ISO 15609-5 金属材料の溶接施工要領及びその承認－溶接施工要領書－第5部：抵抗溶接
- ISO 15609-6 金属材料の溶接施工要領及びその承認－溶接施工要領書－第6部：レーザアークハイブリッド溶接
- ISO 15610 金属材料の溶接施工要領及びその承認－試験済み溶接材料に基づく承認
- ISO 15611 金属材料の溶接施工要領及びその承認－溶接経験に基づく承認
- ISO 15612 金属材料の溶接施工要領及びその承認－標準溶接施工要領書に基づく承認
- ISO 15613 金属材料の溶接施工要領及びその承認－予備生産溶接試験に基づく承認
- ISO 15614 金属材料の溶接施工要領書及び確認試験 - 溶接施工方法試験
- ISO 15615 ガス溶接装置－溶接，切断及び関連作業用アセチレン集合システム－高圧装置の安全要求事項
- ISO 15618-1 水中溶接技能者の資格試験－第1部：非排水潜水溶接
- ISO 15618-2 水中溶接技能者の資格試験－第2部：局所排水潜水溶接を行うダイバー溶接技能者及び溶接オペレータ
- ISO 17635 溶接部の非破壊試験－金属材料における一般規則
- ISO 17640 溶接部の非破壊試験 - 超音波探傷試験 - 技法、試験レベル及び評価
- ISO 17641 金属材料の溶接部に対する破壊試験 - 溶接部の高温割れ試験 - アーク溶接プロセス
- ISO 17642 金属材料の溶接部に対する破壊試験 - 溶接部の低温割れ試験 - AC溶接プロセス
- ISO 17643 溶接部の非破壊試験 - 複合平面分析による溶接部の渦流探傷試験
- ISO 17659 溶接 - 挿絵付き溶接継手の多言語用語
- ISO 17660-1 溶接－鉄筋の溶接－第1部：荷重伝達継手
- ISO 17660-2 溶接－鉄筋の溶接－第2部：荷重非伝達継手
- ISO/TR 20172 溶接－材料区分－ヨーロッパ材
- ISO/TR 20173 溶接－材料区分－アメリカ材
- ISO/TR 20174 溶接－材料区分－日本材
- ISO 24394 航空宇宙用溶接－溶接士及び自動溶接士の資格試験－金属部品の融接